# Кохановиці (гміна)
Гміна Кохановіце (пол. Gmina Kochanowice) — сільська гміна у південній Польщі. Належить до Люблінецького повіту Сілезького воєводства.
Станом на 31 грудня 2011 у гміні проживало 6785 осіб.

## Територія
Згідно з даними за 2007 рік площа гміни становила 79.71 км², у тому числі:
- орні землі: 49.00%
- ліси: 43.00%

Таким чином, площа гміни становить 9.70% площі повіту.

## Населення
Станом на 31 грудня 2011:
| Опис     | Загалом | Загалом | Чоловіки | Чоловіки | Жінки | Жінки |
| -------- | ------- | ------- | -------- | -------- | ----- | ----- |
| одиниця  | осіб    | %       | осіб     | %        | осіб  | %     |
| все      | 6785    | 100     | 3315     | 48.86    | 3470  | 51.14 |
| міське   | 0       | 100     | 0        |          | 0     |       |
| сільське | 6785    | 100     | 3315     | 48.86    | 3470  | 51.14 |

## Сусідні гміни
Гміна Кохановіце межує з такими гмінами: Герби, Кошенцин, Люблінець, Павонкув, Цясна.